# Here We Go Again (Beverly Hills, 90210)
Here We Go Again is de tweede aflevering van het zevende seizoen van het tienerdrama Beverly Hills, 90210, die voor het eerst werd uitgezonden op 28 augustus 1996.

## Verhaal
Er vindt dat weekeinde een reünie plaats op de Beach Club en Steve, Clare, Donna en David zijn aanwezig. David loopt daar mokkend rond, omdat hij vindt dat Donna hem in de steek heeft gelaten en dat laat hij haar ook merken. Donna zegt, dat hij normaal moet doen of weg moet gaan. Als Donna aan het flirten is met een jongen slaat David helemaal door en maakt ruzie met haar. Steve denkt terug aan de zomer toen hij een relatie had met Kelly op datzelfde strand. Steve ging ervan uit dat Clare wist dat hij met Kelly is gegaan, maar dat wist zij niet en is niet blij dit te horen. Ze vindt nu dat de vriendengroep een beetje veel weg heeft van incest. Ze is nu boos op Steve en wil weg. Steve wil blijven en ze krijgen ruzie. Steve biecht tegen Kelly op dat hij na hun relatie roddels over haar verspreid heeft en dit maakt Kelly boos op hem. Hij biedt zijn excuses aan, maar ze heeft even tijd nodig om dit te laten zinken. De halfbroer Ryan van Steve heeft een oogje op een meisje en Steve voelt zich geroepen om hem advies te geven wat Clare beangstigt.
Brandon zoekt Kelly op die nu werkt voor haar studie in een tehuis waar aidspatiënten terechtkunnen voor hun laatste dagen. Ze is verrast en blij hem te zien.
Valerie gaat weer naar Kenny toe en ze praten over haar financiën. Later gaan ze naar het strand en flirten weer met elkaar. Kenny zegt haar dat hij gaat scheiden van zijn vrouw en zo dus een relatie kan beginnen. Brandon waarschuwt haar dat ze oplet maar ze is zo in de wolken dat ze Brandon negeert.

## Rolverdeling
- Jason Priestley - Brandon Walsh
- Jennie Garth - Kelly Taylor
- Ian Ziering - Steve Sanders
- Brian Austin Green - David Silver
- Tori Spelling - Donna Martin
- Tiffani Thiessen - Valerie Malone
- Joe E. Tata - Nat Bussichio
- Kathleen Robertson - Clare Arnold
- Dalton James - Mark Reese
- Joseph Gian - Kenny Bannerman
- Randy Spelling - Ryan Sanders
- Travis Wester - Austin Sanders